# Virtus Pallacanestro Bologna 1945-1946
Questa voce raccoglie le informazioni riguardanti la Virtus Pallacanestro Bologna nelle competizioni ufficiali della stagione 1945-1946.

## Stagione
Nel campionato di Serie A 1945-1946, il primo dopo l'interruzione causa seconda guerra mondiale, al termine della prima fase regionale la Virtus prese il posto della Fortitudo Sisma (vincitrice del girone emiliano). Dopo aver primeggiato nel gruppo Nord B delle semifinali interregionali (3-0), i felsinei vinsero anche la fase finale nazionale a Viareggio (2-0) conquistando il loro primo titolo di campioni d'Italia.

## Roster
- Venzo Vannini (capitano)
- Gianfranco Bersani
- Marino Calza
- Carlo Cherubini
- Galeazzo Dondi Dall'Orologio
- Sergio Faccioli
- Gelsomino Girotti
- Giancarlo Marinelli
- Luigi Rapini